# Terra di conquista (film 1942)
Terra di conquista (American Empire) è un film del 1942 diretto da William C. McGann.